# UEFA Euro 2000 (jeu vidéo)
UEFA Euro 2000 est le jeu vidéo de football officiel du Championnat d'Europe de football 2000. Il existe sur PC et PlayStation.

## Accueil
- Gamekult : 6/10[1]